# Emma Cerrate
Enma Cerrate Valenzuela (Chiquián, 27 de agosto de 1920 - Lima, 28 de febrero de 2016) fue una botánica, curadora y catedrática peruana.  Realizó estudios en Ciencias Biológicas en la Universidad Nacional Mayor de San Marcos; y fue Directora del Herbario San Marcos y del Museo de Historia Natural "Javier Prado" (UNMSM). Falleció en el Hospital Edgardo Rebagliati Martins en Lima.

## Publicaciones
- 1982. Plantas medicinales. Ed. Los Pinos, 16 pp
- 1988.  Plantas suculentas útiles. (1.ª parte) Quepo 2(1): 31-38. (2.ª parte) Quepo 2(2): 67-71
- 1979. Vegetación del Valle de Chiquián. Ed. Los Pinos, 66 pp
- 1979. Plantas que curan las heridas del hombre y los animales (1.ª parte). Boletín de Lima. Pacific; N.º 3: 12-17
- 1964. Manera de preparar plantas para un Herbario. Museo de Historia Natural, Serie de Divulgación N.º 9 1: 1-1
- 1957. Notas sobre la Vegetación del Valle de Chiquián. Folia Biol. And. 1: 9-39

## Reconocimientos
De 1985 a 1988, fue Directora del Museo de Historia Natural "Javier Prado" (UNMSM)

## Eponimia
- (Asteraceae) Gynoxys cerrateana B.Herrera[3][4]
- (Bromeliaceae) Pitcairnia cerrateana L.B.Sm.[5]
- (Bromeliaceae) Puya cerrateana L.B.Sm.[6]
- (Gentianaceae) Gentianella cerratei Fabris[7]
- (Portulacaceae) Calandrinia cerratei Añon[8]
- (Solanaceae) Nolana cerrateana Ferreyra[9]
- (Crassulaceae) Echeveria cerrateana Pino & Kamm[10]
- (Piperaceae) Peperomia cerrateae G. Mathieu & Pino[11]